# Alternation
Alternation är ett sociologiskt begrepp som betyder byte av verklighetsuppfattning.
Begreppet alternation lanserades av sociologerna Peter L. Berger och Thomas Luckmann i The Social Construction of Reality (1966). Enligt dem består varje människas verklighetsuppfattning av en begreppsvärld (ett meningsgivande symbolsystem) som är förankrad i den sociala gruppen, s.k. plausibilitetsstrukturer, vilka skapar innebörd i vardagliga händelser och i synen på världen. Framför allt vidmakthålls denna begreppsvärld av språket och umgänget med andra i samma plausibilitetsstruktur. Barnet socialiseras in i sin plausibilitetsstruktur genom språkinlärningen.
Vid en kris utmanas plausibilitetsstrukturen eller begreppsvärlden, enligt Berger och Luckmann, och då kan en alternation inträffa. Andra förutsättningar är möte med en annan begreppsvärld eller plausibilitetsstruktur och nihilation av de förra. Vanligen sker alternationer genom att individen avskärmar sig från det som utgör ett hot mot den nya uppfattningen. Den nya uppfattningen förstärks t.ex. genom studier eller samtal; Berger och Luckmann kallar detta terapi.
Enligt Berger och Luckmann är även religiösa omvändelser alternationer och följer samma mönster. Owe Wikström och Anton Geels tar upp religiös alternation i Den religiösa människan (1996). Hjärntvätt innebär att alternationen manipuleras fram.